# Нічні війни (фільм)
«Нічні війни» (англ. Night Wars) — американський фантастичний фільм жахів 1988 року.

## Сюжет
Трент і Джим, два ветерана війни у В'єтнамі, починають одночасно страждати від нічних кошмарів, в яких їм з'являється старий друг і товариш по службі Джонні, дев'ять років тому загиблий у в'єтнамському полоні.

## У ролях
- Ден Хеггерті — доктор Майк Кемпбелл
- Брайан О'Коннор — Трент Меттьюс
- Камерон Сміт — Джим Ловері
- Стів Хортон — МакГрегор
- Чет Худ — Джонні
- Джилл Фурс — Сьюзан Меттьюс
- Майк Хікем — Джо
- Девід Отт — Джек Шейн, продавець автомобілів
- Кімберлі Кейсі — Пет, секретар доктора Кемпбелла

пара в автосалоні
- Ліза Рейс
- Джозеф Лонг

американські солдати
- Тім Агіляр
- Трой Фромін
- Марк Джалассо
- Марк Дейн
- Джеф Емберг
- Рон Джонстоун
- Рік Шіфф
- Джо Лара
- Грегорі Фрідман
- Джеймс Блюме
- Алан Харрісон
- Шон Холтон

військовополонені
- Скотт Джервін
- Рік Мастерс
- Террі Рей
- Майкл Песбі
- Фло Лоуренс
- Ендрю Лейтон
- Стів Реймонд
- Джо Мусіл

в'єтконгівці
- Лонг Нгуєн
- Ейс Круз
- Артур Енг
- Танг Ке
- Дональд Лін
- Ерік Ванг
- Фонг Хунг Трон
- Джек Корралес
- Хьюі Ді
- Боб Чен
- Чі Ван Нгуєн
- Хюн Тру Даі
- Пітер Нгуєн